# メイ・ハリントン
メイ・ハリントン（Mae Harrington、1889年1月20日 - 2002年12月29日）は、アメリカのスーパーセンテナリアン。2002年8月21日にアデリーナ・ドミンゲスが死去して以来、長寿世界一の人物であった。

## 人物
1889年1月20日に誕生。2002年3月16日、エマ・ヤガーの死去により、ニューヨーク州の最高齢者となる。 同年8月21日、アデリーナ・ドミンゲスが114歳183日で死去したことにより、世界最高齢者になる。12月29日、113歳と343日で死去。死去後は日本の中願寺雄吉が世界最高齢となった。